# Korea Tobacco & Ginseng Corporation
Korea Tobacco & Ginseng Corporation é um conglomerado sul coreano que atua no ramo de tabaco, líder do seu mercado na Coreia do Sul.

## Produtos

### Principais marcas
- Carnival
- Pine Prime
- Bohem Cigar No.2
- Bohem Cigar No.3
- Bohem Cigar No.5
- Bohem Cigar No.6
- Bohem Cigar Mojito
- Bohem Cigar Mini
- Cloud9
- Cloud9 1 mg
- Esse Special Gold
- Esse Blend IN 3
- Esse One
- Esse Field
- Esse Menthol
- Esse Lights premium cigarette
- Esse Classic
- Esse Soon 0.5
- ESSE presso
- The One fresh
- The One 1
- The One 0.5
- Raison Red
- Raison Blue
- Raison Black
- Raison Fresh
- Indigo
- Arirang
- Y 1mm
- Y 3mm
- Ents 1mm
- Lo Crux
- Lo Crux M
- Wind
- Zest
- Vision
- Humming Time
- Timeless TIME Light
- Timeless TIME
- Simple
- Doraji Yeon
- RICH
- THIS
- THIS plus
- timeless TIME
- Hanaro
- Lilic
- Lilac Menthol
- Rose
- Hallasan
- Eighty eight light
- Black Jack
- Low stick
- Low stick Menthol
- Low stick Lights
- Hong Kong Lights
- Hong Kong (rokok)
- Hong Kong Menthol
- Zamrud
- Zamrud Menthol
- Zamrud Lights
- Zamrud Kuning
- TS MILD
- TS MENTHOL
- Master
- Langkah emas LE SUPER
- ON Mild
- ON Menthol
- Hoopa
- Edge
- Pine
- Pundimas